# Fabian Ebner
Fabian Ebner (Bolzano, 13 marzo 1992) è un ex hockeista su ghiaccio italiano, di ruolo difensore.
Anche il fratello maggiore Tobias è un giocatore di hockey su ghiaccio.

## Palmarès

### Club
- Campionato italiano: 3

Renon: 2013-2014, 2015-2016, 2016-2017
- Alps Hockey League: 1

Renon: 2016-2017
- Campionato italiano - Serie A2/Seconda Divisione: 2

Appiano: 2012-2013, 2013-2014

### Nazionale
- Campionato mondiale di hockey su ghiaccio Under-18 - Seconda Divisione: 1

Estonia 2010